# Change The World (Black Precedent)
Change The World (Black Precedent) är en musiksingel av popgruppen Wheatus från 2008. Den släpptes i samband med presidentvalet i USA samma år. Gruppen har visat ett starkt stöd för Barack Obama, mycket tack vare låten som blev en radiohit.